# Rivolta dell'Ararat
La rivolta dell'Ararat, nota anche come ribellione di Ağrı (in turco Ağrı ayaklanmaları o Ağrı isyanı), o rivolta del Khoybun fu una rivolta del 1930 dei curdi della provincia di Ağrı, nella Turchia orientale, contro il governo turco. Il capo delle forze guerrigliere durante la ribellione fu Ihsan Nuri della tribù Jibran.

## Contesto
Nel 1926, prima della rivolta dell'Ararat, Ibrahim Heski guidò le tribù Hesenan, Jalali e Haydaran in una ribellione (16 maggio-17 giugno 1926). Il 16 maggio, le forze curde combatterono contro il 28º reggimento di fanteria della 9ª Divisione di Fanteria della dell'esercito turco e un reggimento jandarma nella regione Demirkapı. Le forze turche furono sconfitte e il 28º reggimento disperso dovette ritirarsi verso Doğubeyazıt. Il 16/17 giugno, Heski e le sue forze furono circondate dal 28º e 34º reggimento dell'esercito turco e dovettero ritirarsi a Yukarı Demirkapı in Iran.

## Xoybûn
L'11 giugno 1930, le forze armate turche avviarono le risposte armate sotto la guida di Salih Pasha alla ribellione contro gli insorti di Ağrı. Secondo Wadie Jwaideh, lo Xoybûn, l'organizzazione nazionalista curda Kurmanci che coordinava la ribellione, chiese urgentemente aiuto ai curdi. Fu una ribellione curda comprendente la maggior parte dei curdi Kurmancî e superò di gran lunga il numero dei Qizilbash di Dersim. Ecco perché, con grande costernazione dei turchi, l'appello dello Xoybûn ebbe una risposta su un ampio fronte da una controffensiva a Monte Tendürek, Iğdır, Erciş, Monte Süphan, Van e Bitlis, costringendo i turchi ad abbandonare temporaneamente la loro offensiva contro Ağrı. A luglio, le forze dello Xoybun decisero di inviare rinforzi dalla Siria per la rivolta nella notte tra il 4-5 agosto. Cinque gruppi separati sarebbero dovuti essere guidati da Hadjo Agha, Kadri Cemilpasha, Khamil, figlio di Ibrahim Pasha, Rassoul Agha Mohammed della zona di Bohtan e Mustafa e Bozan Sahin. Ma il piano non fu eseguito come previsto e tre rinforzi tornarono dopo aver notato l'esaurimento dei loro uomini.

### Ultima offensiva contro il Monte Ararat
Entro la fine dell'estate 1930 l'aviazione turca stava bombardando da tutte direzioni le posizioni curde intorno al monte Ararat. Secondo il gen. Ihsan Nuri, la superiorità militare dell'aviazione turca demoralizzò i curdi e portò alla loro capitolazione.
Durante l'insurrezione, l'aviazione turca bombardò anche diverse tribù e abitanti dei villaggi curdi. Ad esempio, le tribù Halikanli e Herkifurono bombardate rispettivamente il 18 luglio e il 2 agosto. I villaggi ribelli vennero continuamente bombardati dal 2 al 29 agosto. Dal 10 al 12 giugno le posizioni curde furono ampiamente bombardate, e ciò costrinse i curdi a ritirarsi in posizioni più elevate intorno al monte Ararat. Il 9 luglio il quotidiano Cumhuriyet riferì che l'aviazione turca stava "piombando" di bombe il monte Ararat. I curdi, scampati ai bombardamenti, furono catturati vivi. Il 13 luglio, la ribellione a Zilan fu repressa. Squadroni di 10-15 velivoli furono usati per reprimere la rivolta. Il 16 luglio vennero abbattuti due aerei turchi. I bombardamenti aerei continuarono per diversi giorni e costrinsero i curdi a ritirarsi a quota 5 000 metri. Il 21 luglio i bombardamenti avevano distrutto molti forti curdi. Durante queste operazioni, l'esercito turco mobilitò 66 000 soldati (contrariamente a questa cifra Robert W. Olson dà il numero di 10 000-15 000 soldati in un'altra opera, mentre altri lavori affermano questi numeri) e 100 aerei. L'ultima grande offensiva segnalata dai curdi venne diretta a Diyarbakır il 2 settembre. I ribelli furono gradualmente schiacciati dai numeri superiori dell'esercito turco. La campagna contro i curdi terminò il 17 settembre 1930.
L'insurrezione fu sconfitta nel 1931 e la Turchia riprese il controllo del territorio.

## Conseguenze
Poiché il confine tra Turchia e Persia correva lungo il lato del Piccolo Ararat fino alla sua cima, la Turchia non fu in grado di impedire ai combattenti curdi di attraversare il confine in quella posizione. Per risolvere questo problema la Turchia chiese che gli fosse ceduta l'intera montagna. Il 23 gennaio 1932, Persia e Turchia firmarono l'Accordo relativo alla fissazione della frontiera tra Persia e Turchia (nome ufficiale in francese Accord relatif à la fixation de la ligne frontière entre la Perse et la Turquie) a Teheran. La Turchia ricevette il controllo totale sul territorio sulle montagne di Ağrı e dell'Ararat minore tra il villaggio armeno di Guirberan e Kuch Dagh. In compenso, la Persia guadagnò novanta miglia quadrate nelle vicinanze di Qotur (قطور ).
Il comandante della ribellione ha documentato il ruolo dell'aviazione turca nella sconfitta della rivolta di Ağrı nel suo libro intitolato La Révolte de L'Agridagh (La rivolta del Monte Ararat).

## Influenze culturali
- Kemal Tahir, Yol Ayrımı (romanzo)
- Esat Mahmut Karakurt, Dağları Bekliyen Kız ("La ragazza che aspetta le montagne", romanzo)
- Dağları Bekleyen Kız ("La ragazza che aspetta le montagne", 1955, film)
- Dağları Bekleyen Kız ("La ragazza che aspetta le montagne", 1968, film)[32]
- Rohat Alakom, Bir Türk Subayının Ağrı Dağı İsyanı Anıları, Avesta, 2011